# 阿比塔斯普林斯 (路易斯安那州)
阿比塔斯普林斯（英語：Abita Springs），是美国路易斯安那州下属的一座城市。根据2010年美国人口普查，该市有人口2,365人。建置上，属于“town”。